# Srđan Bajčetić
Srđan Bajčetić (serbio cirílico: Cpђaн Бajчeтић; Zrenjanin, República Federativa Socialista de Yugoslavia, actual Serbia; 9 de noviembre de 1971) es un exfutbolista que jugaba como centrocampista y entrenador de fútbol, actualmente sin equipo tras su etapa en el Real Club Celta de Vigo "C".Es padre del jugador de fútbol Stefan Bajcetic.

## Trayectoria

### Como futbolista
Comienza sus pasos en el fútbol profesional con el FK Vojvodina, el cual abandonaría en 1994 para fichar por el Celta de Vigo por petición del entrenador Carlos Aimar, saliendo cedido en el mercado invernal de su primera temporada al Estrella Roja.
De vuelta en Vigo tendría su oportunidad siendo un habitual en el once titular con Fernando Castro Santos; sin embargo, una lesión frenaría su progresión. Al recuperarse de ella y finalizar su contrato con el club gallego, fichó por el SC Braga donde militó por un año.
En el año 1998 vuelve al Estrella Roja, pero esta vez en propiedad.Tras tres temporadas en el equipo, se cambia al fútbol de China, primero en el Dalian Shide y después en el Hunan Xiangjun, donde se retiró.

### Como entrenador
Empieza sus pasos como entrenador siendo el segundo de Jorge Otero en el Rápido de Bouzas desde 2014 a 2016. Abandonaría el Rápido para entrenar al Cadete B del Celta de Vigoy posteriormente ejercería de nuevo como segundo, esta vez del Al-Fayha, del que se iría en 2019.
El 11 de agosto de 2021 se convierte en entrenador del Celta de Vigo "C" de Preferente.Ganaría su primer partido ante la SD Portonovo en la tercera jornada tras 2 derrotas, el 9 de octubre de 2021 por 4 a 2.

## Clubes

### Jugador
| Club                   | País     | Año       |
| ---------------------- | -------- | --------- |
| FK Vojvodina           | Serbia   | 1992-1994 |
| Celta de Vigo          | España   | 1994-1997 |
| Estrella Roja (cedido) | Serbia   | 1994      |
| SC Braga               | Portugal | 1997-1998 |
| Estrella Roja          | Serbia   | 1998-2001 |
| Dalian Shide           | China    | 2001-2004 |
| Hunan Xiangjun         | China    | 2004-2005 |

### Entrenador
| Club                       | País           | Año       |
| -------------------------- | -------------- | --------- |
| Rápido de Bouzas (segundo) | España         | 2014-2016 |
| Celta de Vigo (Cadete B)   | España         | 2016-2018 |
| Al-Fayha (segundo)         | Arabia Saudita | 2018-2019 |
| Celta de Vigo "C"          | España         | 2021-2023 |